# Prefettura di Agadir-Ida ou Tanane
La prefettura di Agadir-Ida ou Tanane è una delle prefetture del Marocco, parte della regione di Souss-Massa.

## Geografia antropica

### Suddivisioni amministrative
La prefettura di Agadir-Ida ou Tanane conta 1 municipalità e 12 comuni:

#### Municipalità
- Agadir

#### Comuni
- Amskroud
- Aourir
- Aqesri
- Aziar
- Drargua
- Idmine
- Imouzzer
- Imsouane
- Tadrart
- Taghazout
- Tamri
- Tiqqi